# Vriesea bituminosa
Vriesea bituminosa là một loài thuộc chi Vriesea. Đây là loài bản địa của Brasil và Venezuela.

## Hình ảnh

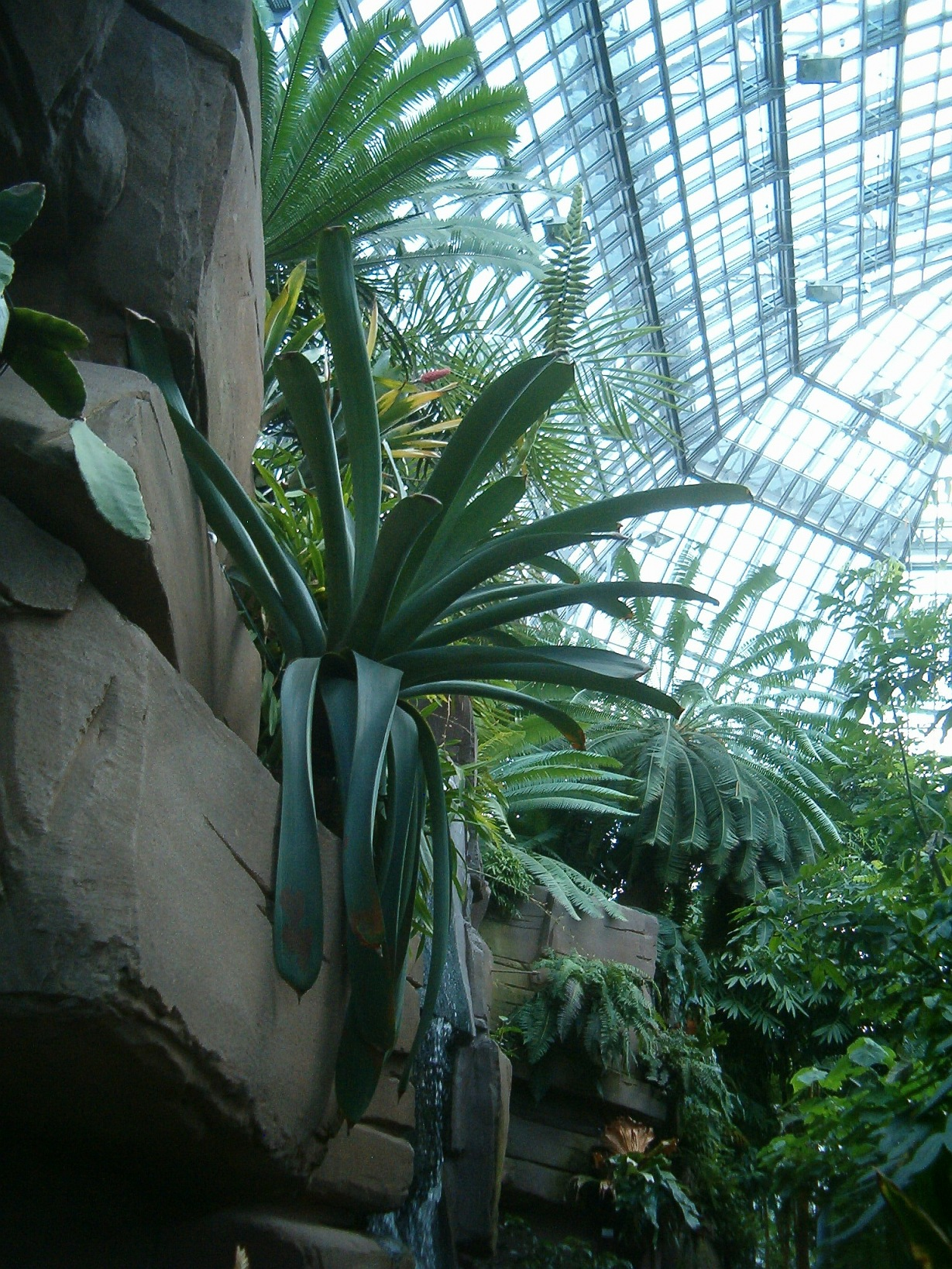
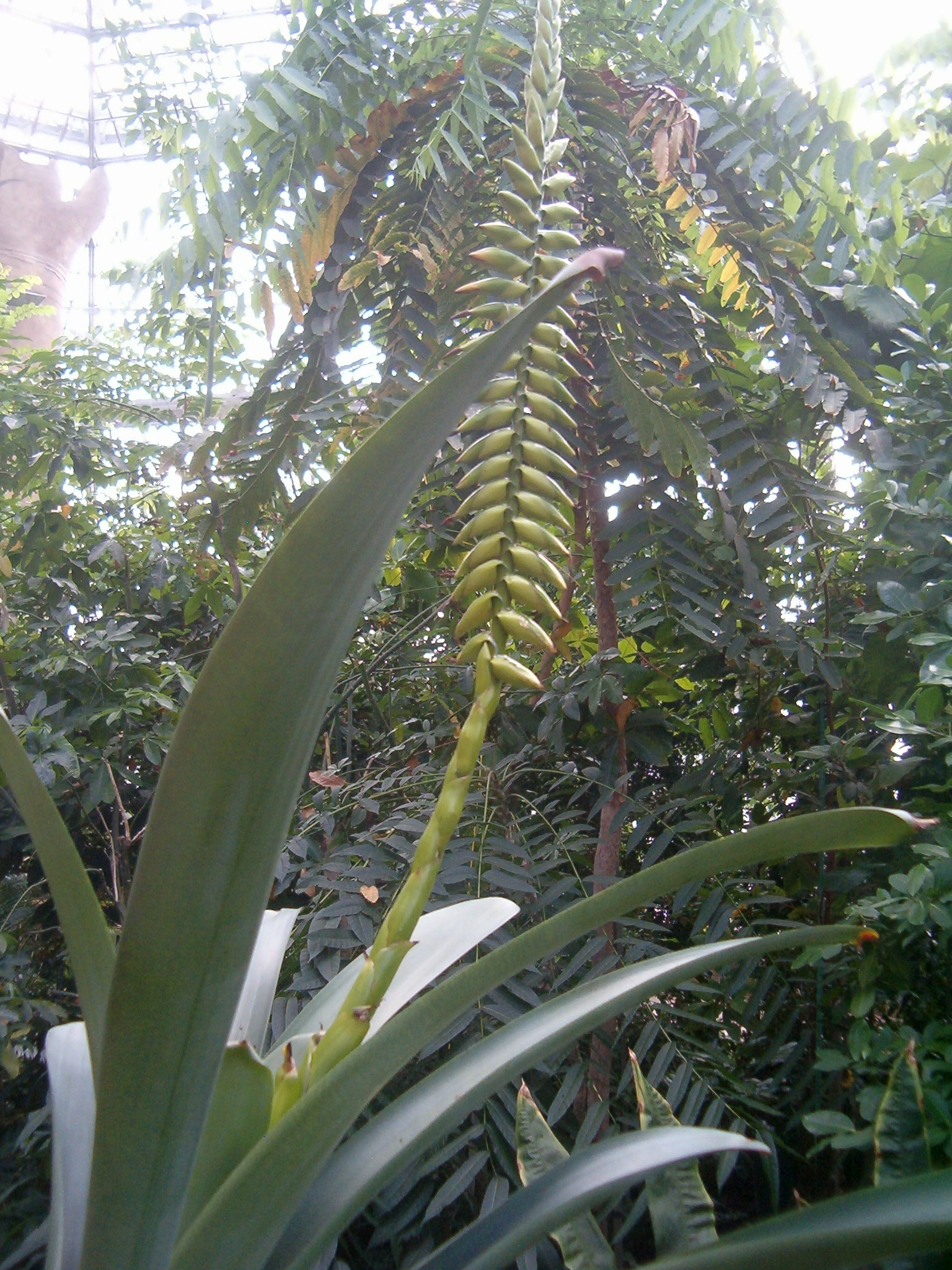
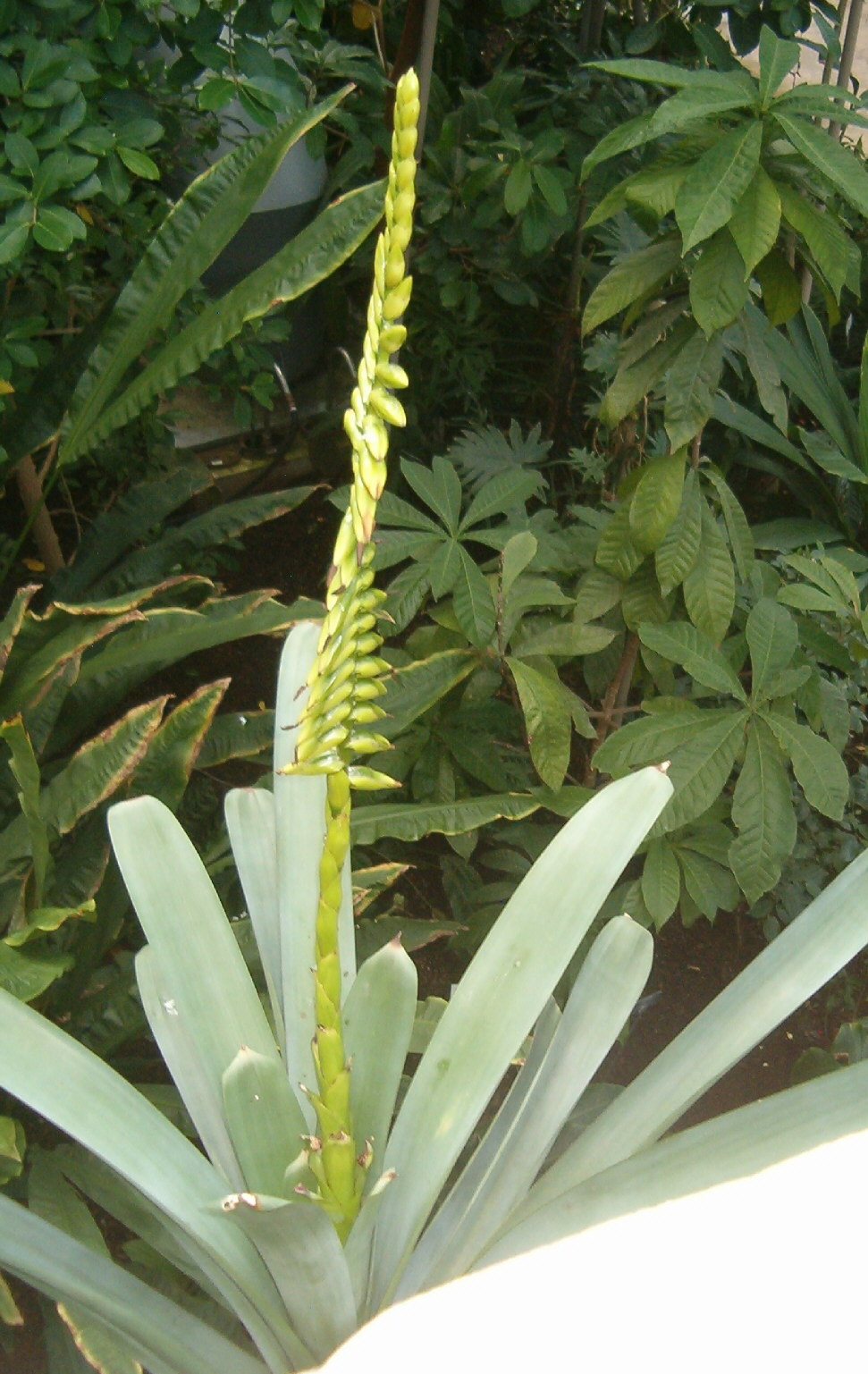
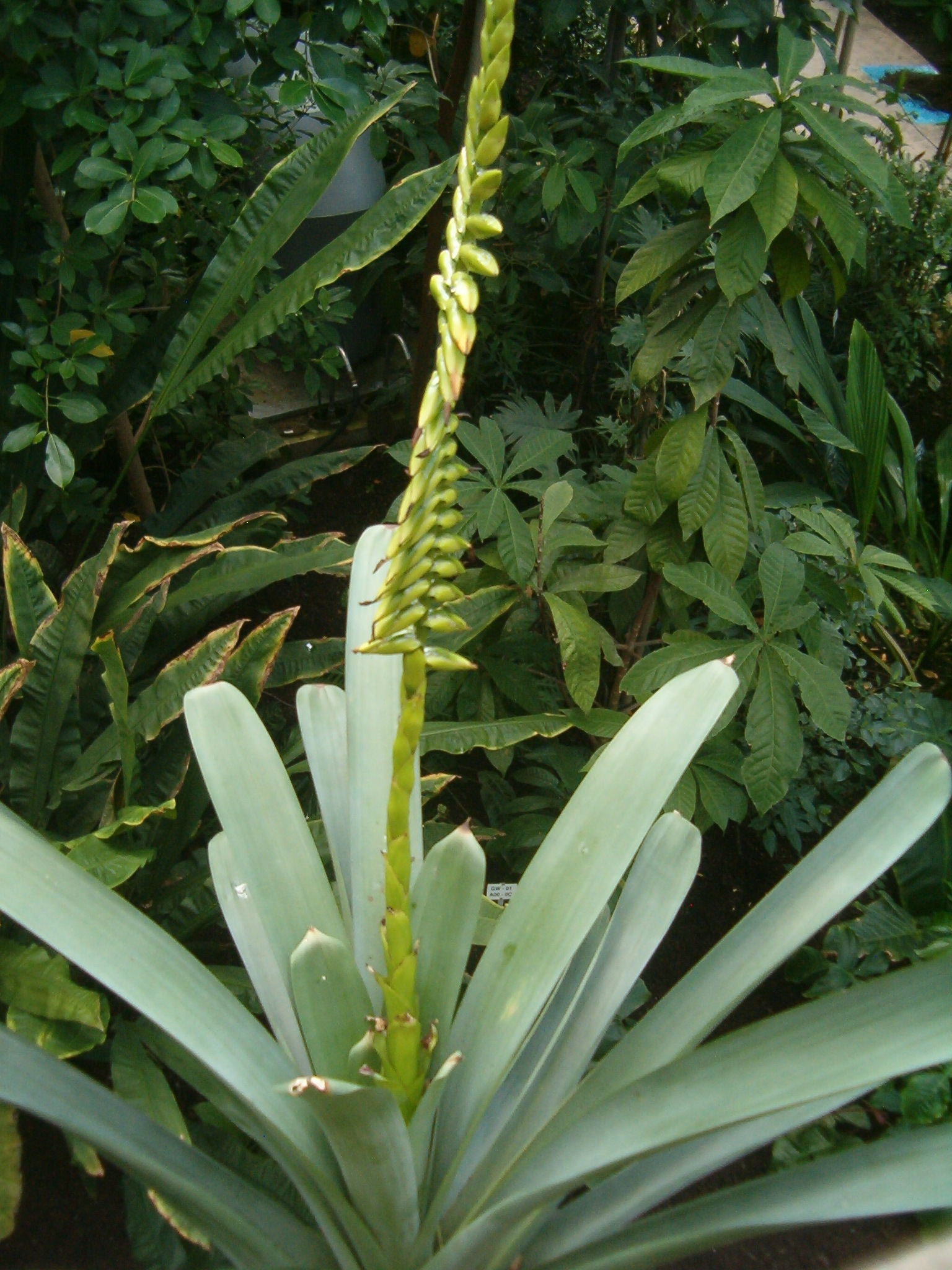

## Giống
- Vriesea 'Exotica Jungle Tips'
- Vriesea 'Highway Beauty'